# Entropia (album)
Entropia to pierwszy studyjny album zespołu Pain of Salvation. Jest to zarazem album koncepcyjny opowiadający historię rodziny rozdzielonej przez wojnę. Jest to jedyny album Pain of Salvation w nagraniu którego brał udział gitarzysta Daniel Magdic.

## Lista utworów
Prologue:
1. "! (Foreword)" - (6:11)
Chapter 1:
2. "Welcome to Entropia" - (1:22)
3. "Winning a War" - (6:33)
4. "People Passing By" - (9:07)
1. "Awakening"
1. "Daybreak"
2. "Midday"
2. "Memorials" (Instrumentalny)
3. "Nightfall"
5. "Oblivion Ocean" - (4:43)
Chapter 2:
6. "Stress" - (5:01)
7. "Revival" - (7:39)
8. "Void of Her" - (1:46)
9. "To the End" - (4:57)
Chapter 3:
10. "Circles" - (0:55)
11. "Nightmist" - (6:49)
12. "Plains of Dawn" - (7:23)
Epilogue:
13. "Leaving Entropia (Epilogue)" - (2:31)

### Bonus
- Na japońskiej edycji albumu znalazł się dodatkowy utwór "Never Learn to Fly" (po utworze "To the End").

## Twórcy

### Muzycy
- Daniel Gildenlöw - wokal, gitara
- Daniel Magdic - wokal, gitara
- Fredrik Hermansson - keyboard
- Kristoffer Gildenlöw - gitara basowa, wokal
- Johan Langell - perkusja, wokal

### Inni
- Ander "Theo" Theander - producent, dźwiękowiec
- Anders Hansson - dźwiękowiec